# Microrregión de Cassilândia
La microrregión de Cassilândia era una microrregión de la también disuelta mesorregión del Este de Mato Grosso del Sur (Brasil). Según el censo IBGE de 2010, en ese momento su población era de 60.275 habitantes.
Estaba dividida en cuatro municipios y posía un área total de 13.223,36 km².
En 2017, el Instituto Brasileño de Geografía y Estadística (IBGE) disolvió las mesorregiones y microrregiones, creando un nuevo marco regional con nuevas divisiones geográficas denominadas, respectivamente, regiones geográficas intermedias e inmediatas.

## Municipios
- Cassilândia
- Chapadão del Sur;
- Costa Rica
- Paraíso de las Aguas